# 粘皮鲻鰕虎鱼
粘皮鲻鰕虎鱼（学名：Mugilogobius myxodermus）为鰕虎鱼科鯔鰕虎魚屬的鱼类，俗名粘皮栉虎、粘皮虎，是中国的特有种。分布于廣東,廣西,福建,香港四地的瓯江、珠江及九龙江等水系。该物种的模式产地在廣州海珠區。

## 扩展阅读
維基物種上的相關：粘皮鲻鰕虎鱼